# Complexul Periteașca - Leahova
Complexul Periteașca - Leahova este o arie protejată de interes național ce corespunde categoriei a I-a IUCN (rezervație naturală strictă de tip avifaunistic), situată în județul Tulcea, pe teritoriul administrativ al comunelor Jurilovca și Murighiol.

## Localizare
Aria naturală se află în extremitatea sud-estică a județului Tulcea (în sudul Deltei Dunării) în partea sud estică a Lacului Razim, în estul satului Jurilovca.

## Descriere
Rezervația naturală cu o suprafață de 4.125 ha. a fost declarată arie protejată prin Legea Nr.5 din 6 martie 2000, publicată în Monitorul Oficial al României, Nr.152 din 12 aprilie 2000 (privind aprobarea Planului de amenajare a teritoriului național - Secțiunea a III-a - zone protejate) și este inclusă în Parcul Național Delta Dunării (rezervație a biosferei), aflat pe lista patrimoniului mondial al UNESCO.

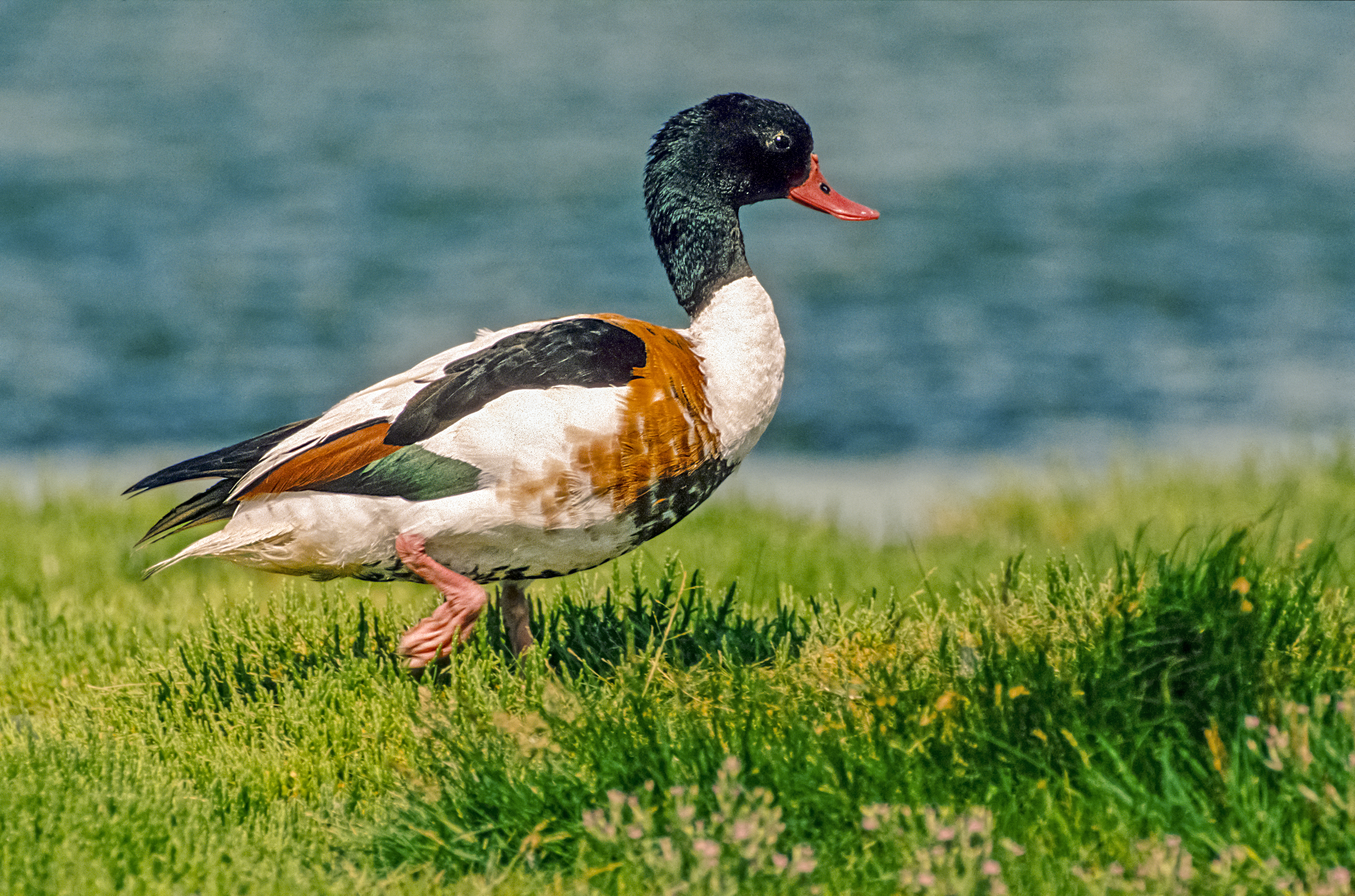
Călifar alb (Tadorna tadorna)

Aria naturală reprezintă o zonă nisipoasă (o înșiruire de grinduri marine, dune de nisip, mlaștini nisipoase, gârle, insule  - Insula Bisericuța, canale, lacuri - Periteașca, Pahane-Rânec, Leahova Mare, Leahovac Mică, Coșna), aflată între complexul lagunar Razim-Sinoe și nisipurile litoralului Mării Negre. 
Rezervația adăpostește și asigură condiții de cuibărit și hrană pentru mai multe specii de păsări migratoare, de pasaj sau sedentare, dintre care: călifar alb (Tadorna tadorna), gâscă cu gât roșu (Branta ruficollis), gârliță mare (Anser albifrons), gârliță mică (Anser erythropus), rață mare (Anas platyrhynchos), pelican creț (Pelecanus crispus) sau pelican comun (Pelecanus onocrotalus).
În arealul rezervației naturale este semnalată prezența mai multor specii floristice, printre care: varză de mare (Crambe maritima), ochiul lupului (Lycopsis arvensis), ghirin (Suaeda splendes), alior (Euphorbia seguieriana, specie cunoscută și sub denumirile populare de laptele cucului și laptele câinelui), raigras aristat (Lolium multiflorum) sau cornaci (Trepa natans).

## Atracții turistice
În vecinătatea rezervației naturale se află mai multe obiective de interes turistic (lăcașuri de cult, monumente istorice, situri arheologice, arii protejate, zone naturale), astfel:
- Biserica din satul Jurilovca
- Așezare greco-indigenă	 din satul Sălcioara (sit arheologic)
- Situl arheologic de la Jurilovca
- Situl arheologic de la Vișina
- Rezervația naturală Capul Doloșman
- Complexul lagunar Razim-Sinoe